# 油畫咖啡館

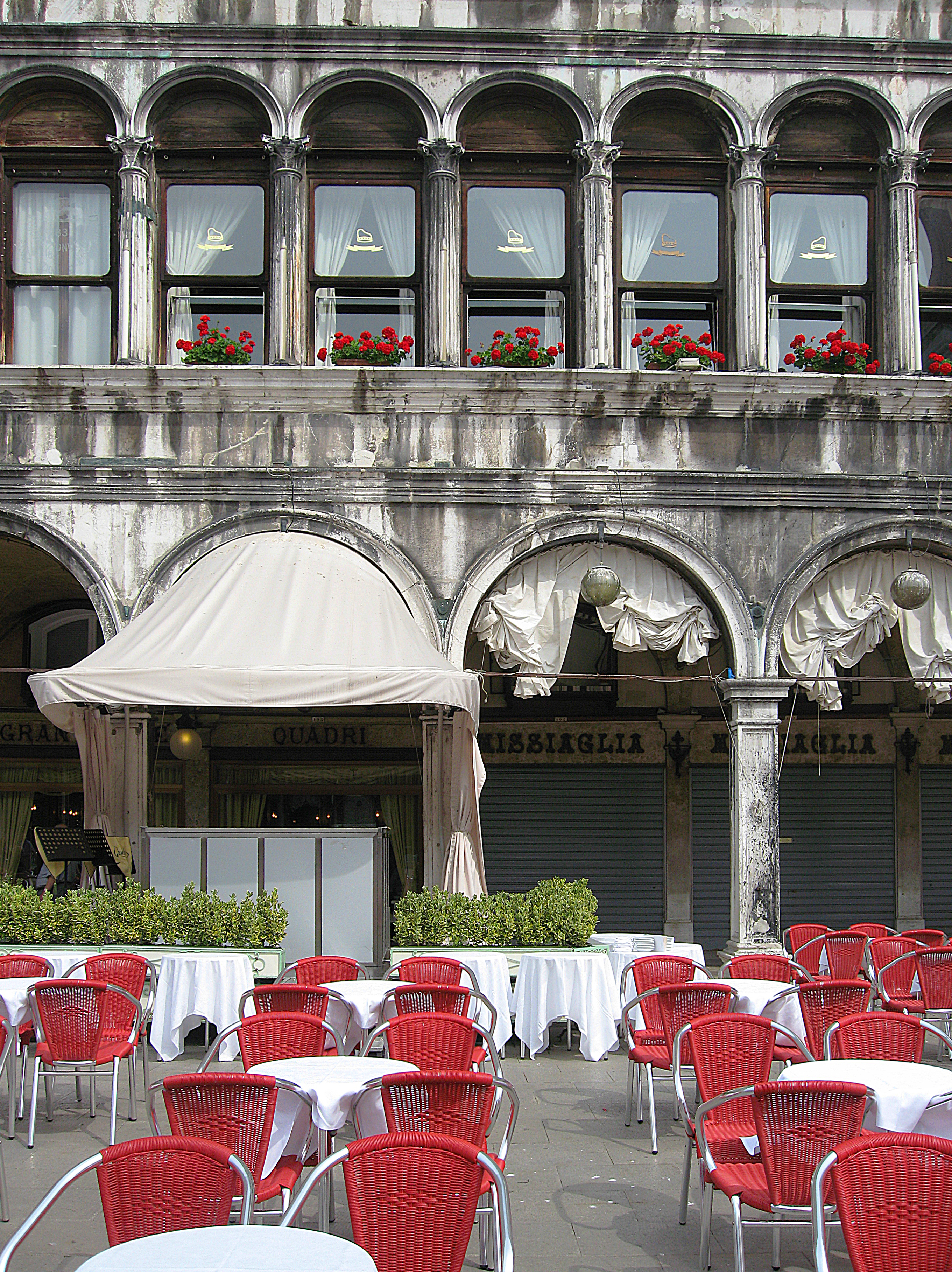
油畫咖啡館

油畫咖啡館 (義大利語：Caffè Quadri)是位於義大利威尼斯聖馬可廣場行政官邸大樓內的一座咖啡館。

## 历史
開業於1775年，是義大利歷史最久的咖啡館之一。1830年，咖啡館進行了一次大規模整修。司湯達、拜倫勳爵、大仲馬、理察·華格納、馬塞爾·普魯斯特、戈巴契夫、密特朗、伍迪·艾倫等名人都曾是油畫咖啡館的座上賓。

## 外部連結
- 官方网站